# Marathon van Nagano 2014

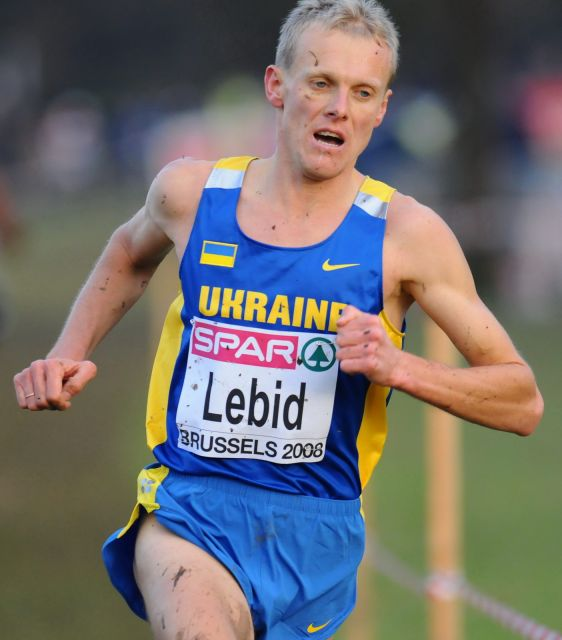
Serhij Lebid

De marathon van Nagano 2014 vond plaats op zondag 20 april 2014 in Nagano. Het was de zestiende editie van deze marathon.
Bij de mannen werd de wedstrijd gewonnen door de Oekraïner Serhij Lebid in 2:13.56. Hij finishte hiermee acht seconden eerder dan de Mongoliër Ser-Od Bat-Occhir. Bij de vrouwen was de Russische Alina Prokopeva het snelst in 2:30.56.
In totaal namen er 8280 lopers deel, waarvan 7055 mannen en 1225 vrouwen.

## Uitslagen
Mannen
| rang   | naam               | land | tijd    |
| ------ | ------------------ | ---- | ------- |
| Goud   | Serhij Lebid       | UKR  | 2:13.56 |
| Zilver | Ser-Od Bat-Ochir   | MGL  | 2:14.04 |
| Brons  | Taiga Ito          | JPN  | 2:15.20 |
| 4      | Ryoichi Matsuo     | JPN  | 2:15.50 |
| 5      | Sho Matsumoto      | JPN  | 2:16.36 |
| 6      | Shungo Kawamura    | JPN  | 2:17.05 |
| 7      | Hiroki Tanaka      | JPN  | 2:17.17 |
| 8      | Takuya Iwasaki     | JPN  | 2:17.31 |
| 9      | Yoshihiro Yamamoto | JPN  | 2:17.54 |
| 10     | Nicholas Chelimo   | KEN  | 2:18.17 |

Vrouwen
| rang   | naam             | land | tijd    |
| ------ | ---------------- | ---- | ------- |
| Goud   | Alina Prokopeva  | RUS  | 2:30.56 |
| Zilver | Rika Shintaku    | JPN  | 2:36.02 |
| Brons  | Shoko Shimizu    | JPN  | 2:37.21 |
| 4      | Risa Takemura    | JPN  | 2:37.43 |
| 5      | Yumiko Kinishita | JPN  | 2:39.38 |
| 6      | Hellen Koskei    | KEN  | 2:42.02 |
| 7      | Kiyoko Shimihara | JPN  | 2:43.19 |
| 8      | Seika Iwamura    | JPN  | 2:43.19 |
| 9      | Lauren Shelly    | AUS  | 2:47.50 |
| 10     | Rio Kamizono     | JPN  | 2:48.57 |

Shinmai-periode:

1958 ·
1959 ·
1960 ·
1961 ·
1962 ·
1963 ·
1964 ·
1965 ·
1966 ·
1967 ·
1968 ·
1969 ·
1970 ·
1971 ·
1972 ·
1973 ·
1974 ·
1975 ·
1976 ·
1977 ·
1978 ·
1979 ·
1980 ·
1981 ·
1982 ·
1983 ·
1984 ·
1985 ·
1986 ·
1987 ·
1988 ·
1989 ·
1990 ·
1991 ·
1992 ·
1993 ·
1994 ·
1995 ·
1996 ·
1997 ·
1998

Nagano-periode:

1999 ·
2000 ·
2001 ·
2002 ·
2003 ·
2004 ·
2005 ·
2006 ·
2007 ·
2008 ·
2009 ·
2010 ·
2011 ·
2012 ·
2013 ·
2014 ·
2015 ·
2016 ·
2017